# Marie Pier Houle
Marie Pier Houle (Cap-de-la-Madeleine, Quebec; 15 de agosto de 1990) es una boxeadora profesional canadiense de peso wélter. Es además fisioterapeuta de profesión y trabaja en una clínica en Montreal.

## Trayectoria deportiva
Debutó el 8 de junio de 2019 en el Casino de Montreal, enfrentando a la mexicana María Guadalupe Durán, obteniendo una victoria por decisión unánime de los jueces.
El 28 de agosto de 2021, Marie Pier Houle se enfrentó a la boxeadora mexicana Jeanette Zacarías Zapata en un cotejo a seis asaltos. Durante el cuarto asalto de la contienda, Zacarías Zapata fue noqueada y cayó desvanecida, dándose por finalizada la pelea. En ese momento, la boxeadora mexicana comenzó a convulsionar y debió ser asistida dentro del ring. Inmediatamente fue llevada de urgencia al Hospital del Sagrado Corazón de Montreal donde se la indujo a un coma farmacológico. Al cabo de cinco días, Jeanette Zacarías Zapata falleció producto de las graves lesiones provocadas por su oponente. A raíz de estos eventos, Marie Pier Houle fue suspendida hasta tanto se cursen las investigaciones del hecho.

## Récord profesional
| 4 victorias, 1 derrota |                                |       |            |                               |
| Resultado              | Rival                          | Fallo | Fecha      | Lugar del encuentro           |
| Victoria               | Jeanette Zacarías Zapata       | TKO   | 28/08/2021 | Estadio IGA, Montreal         |
| Victoria               | María Dolores Hernández García | UD    | 28/11/2020 | Deportivo Cri-Cri, Cuernavaca |
| Derrota                | Linda Dostalkova               | MD    | 23/11/2019 | Centre Videotron, Quebec      |
| Victoria               | Verónica Díaz Marín            | TKO   | 28/06/2019 | Casino de Montreal, Montreal  |
| Victoria               | María Guadalupe Durán          | UD    | 08/06/2019 | Casino de Montreal, Montreal  |